# پارالمپیک تابستانی ۲۰۲۸
پارالمپیک تابستانی ۲۰۲۸، که به عنوان هجدهمین پارالمپیک تابستانی شناخته می‌شود، یک رویداد چندورزشی پیشروی جهانی آینده است که برای ورزشکاران با ناتوانی توسط کمیته بین‌المللی پارالمپیک از ۱۵ تا ۲۷ اوت ۲۰۲۸ در شهر لس‌آنجلس ایالت کالیفرنیا ایالات متحده برگزار می‌شود. 
این دوره از مسابقات به صورت تجاری به لس‌آنجلس ۲۰۲۸ و یا اِل‌اِی ۲۰۲۸ نیز شهرت دارد.
این دوره نخستین میزبانی لس‌آنجلس از بازی‌های پارالمپیک است. ایالات متحده پس از ۱۹۹۶ که به میزبانی آتلانتا در جورجیا برگزار شد، میزبان پارالمپیک نشده بود. روی هم رفته این دوره سومین دوره پارالمپیک است که در این کشور برگزار می‌شود.
مسابقات پارا سنگ‌نوردی نیز به عنوان بخشی از این بازی‌ها برگزار خواهد شد.

## مناقصه‌ها
به عنوان بخشی از توافق رسمی بین کمیته بین‌المللی المپیک و کمیته بین‌المللی پارالمپیک که در سال ۲۰۰۱ صورت گرفت، کشور میزبان این دوره از المپیک، همچنین میزبانی پارالمپیک را در همان دوره دارد.
در پی نگرانی درباره‌ی تعداد شهرهای داوطلب برای میزبانی بازی‌های المپیک تابستانی ۲۰۲۴ و المپیک زمستانی ۲۰۲۲، روند جدیدی در پیش گرفته شد. بر این اساس، با توجه به داوطلب بودن دو شهر (پاریس و لس‌آنجلس)، روند اعطای این دو دوره به‌صورت همزمان در جلسه‌ای فوق‌العاده در ۱۱ ژوئیه ۲۰۱۷ در لوزان صورت گرفت. پاریس به عنوان میزبان ترجیمی بازی‌های ۲۰۲۴ ترجیح داده شد. در ۳۱ ژوئیه ۲۰۱۷، کمیته‌ بین‌المللی المپیک اعلام کرد لس‌آنجلس به عنوان میزبان المپیک ۲۰۲۸ شناخته می‌شود و پاریس تنها داوطلب ۲۰۲۴ باقی ماند. هر دو تصمیم در ۱۳۱مین نشست کمیته جهانی المپیک در ۱۳ سپتامبر ۲۰۱۷ گرفته شد.

## ورزشگاه‌ها

### پارک‌های ورزشی مرکز شهر
| محل برگزاری           | رویدادها                       | ظرفیت               | وضعیت |
| --------------------- | ------------------------------ | ------------------- | ----- |
| مرکز ورزشی گالن (USC) | پارا جودو                      | ۱۰,۳۰۱              | موجود |
| مرکز ورزشی گالن (USC) | پارا تکواندو                   | ۱۰,۳۰۱              | موجود |
| مرکز ورزشی گالن (USC) | بدمینتون                       | ۱۰,۳۰۱              | موجود |
| پارک بزرگ             | ماراتن                         | ۵۰۰۰                | موقت  |
| پارک بزرگ             | دوچرخه‌سواری جاده               | ۵۰۰۰                | موقت  |
| مرکز همایش لس آنجلس   | گل‌بال                          | در آینده مشخص می‌شود | موجود |
| مرکز همایش لس آنجلس   | راگبی با ویلچر                 | در آینده مشخص می‌شود | موجود |
| مرکز همایش لس آنجلس   | شمشیربازی با ویلچر             | در آینده مشخص می‌شود | موجود |
| مرکز همایش لس آنجلس   | بوچیا                          | در آینده مشخص می‌شود | موجود |
| مرکز همایش لس آنجلس   | تنیس روی میز                   | در آینده مشخص می‌شود | موجود |
| سالن یادبود لس آنجلس  | دو و میدانی                    | 60000               | موجود |
| تئاتر طاووس           | پاورلیفتینگ                    | 7100                | موجود |
| دهکده USC             | دهکده رسانه، مرکز اصلی مطبوعات | -                   | موجود |

### پارک ورزشی واله
| محل برگزاری     | رویدادها          | ظرفیت | وضعیت |
| --------------- | ----------------- | ----- | ----- |
| پارک سد سپولودا | تیراندازی با کمان | ۶۰۰۰  | موقت  |

### پارک ورزشی خلیج جنوبی
| محل برگزاری                                     | رویدادها         | ظرفیت             | وضعیت |
| ----------------------------------------------- | ---------------- | ----------------- | ----- |
| پارک ورزشی سلامتی دیگنیتی - استادیوم تنیس       | تنیس روی ویلچر   | ۸۰۰۰ (زمین مرکزی) | موجود |
| پارک ورزشی سلامتی دیگنیتی - امکانات دو و میدانی | فوتبال ۵ نفره    | ۵۰۰۰              | موقت  |
| مرکز ورزشی VELO                                 | دوچرخه‌سواری پیست | ۲,۴۵۰             | موجود |

### پارک ورزشی ساحل بلند (لانگ بیچ)
| محل برگزاری                  | رویدادها     | ظرفیت | وضعیت |
| ---------------------------- | ------------ | ----- | ----- |
| ساحل لانگ بیچ                | پاراتریاتلون | TBA   | موقت  |
| مرکز همایش و سرگرمی لانگ بیچ | شنا          | TBA   | موقت  |
| ورزشگاه دریایی لانگ بیچ      | قایقرانی     | 14000 | موجود |
| ورزشگاه دریایی لانگ بیچ      | پاراکانو     | 14000 | موجود |

### بخش غربی
| محل برگزاری    | رویدادها                                     | ظرفیت        | وضعیت |
| -------------- | -------------------------------------------- | ------------ | ----- |
| استادیوم سوفای | تشریفات                                      | ۷۰۲۴۰–۱۰۰۲۴۰ | موجود |
| گنبد اینتویت   | بسکتبال با ویلچر                             | ۱۸۰۰۰        | موجود |
| UCLA           | دهکده پارالمپیک و مرکز آموزش دهکده پارالمپیک | نامشخص       | موجود |

### ورزشگاه‌های جنوبی کالیفرنیا
| محل برگزاری                              | مکان             | رویدادها                               | ظرفیت | وضعیت |
| ---------------------------------------- | ---------------- | -------------------------------------- | ----- | ----- |
| گالوی داونز                              | دره تمکولا       | سوارکاری                               | TBA   | موجود |
| TBA                                      | خارج از لس آنجلس | تیراندازی                              | TBA   | موجود |
| مرکز خبری Brokaw / یونیورسال استودیو Lot | شهر جهانی        | مرکز پخش بین‌المللی / مرکز اصلی مطبوعات | N/A   | موجود |

## بازی‌ها
روی هم رفته ۳۳ ورزش در این دوره برگزار خواهد شد که شامل ۲۲ ورزش پارالمپیک ۲۰۲۴ و ۱۱ ورزش دیگر از جمله فوتبال ۷ نفره، قایقرانی بادبانی و البته مناقصه‌هایی برای مچ‌اندازی، پارا والیبال ساحلی (ایستاده)، پارا سنگ‌نوردی، پارا رقص، پارا گلف، پارا کاراته، فوتبال با صندلی پاور، موج‌سواری هندبال با ویلچر به عنوان ورزش‌های جدید برگزار شد.
برنامه اصلی این دوره با ۲۲ ورزش توسط کمیته بین‌المللی پارالمپیک مدیریت و در ژانویه ۲۰۲۳ اعلام شد که هیچ تغییری با پارالمپیک تابستانی ۲۰۲۴ نداشت. این کمیته همچنین دو ورزش پارا سنگ‌نوردی و پارا موج‌سواری را به عنوان ورزش‌های جدید ال‌ای ۲۰۲۸ به کمیته سازماندهی در فهرست کوتاه درنظر گرفت.  در ژوئن ۲۰۲۴، کمیته ال‌ای ۲۰۲۸ اعلام کرد که پارا سنگ‌نوردی را به کمیته بین‌المللی پیشنهاد داده که در ۲۶ ژوئن تصویب شد.
پس از پایان روند، در سپتامبر ۲۰۲۴، راوی چائوهان، دبیر شورای کریکت ناتوانان هند اعلام کرد که درخواست افزودن پارا-کریکت به ال‌ای ۲۸ در پی دیدار او با اندرو پارسونز، دبیر کمیته بین‌المللی پارالمپیک ارائه شده است. با این حال هنوز مشخص نیست گفتگوهایی در این باره بین دو طرف وجود دارد یا خیر. این رخداد در میان یک اردوی ورزشی توسط تیم ملی نابینایان کریکت هند که در ایالات متحده برگزار شد تا این ورزش را در این کشور گسترش دهد، صورت گرفت.
| - تیراندازی با کمان - دو و میدانی - بدمینتون - فوتبال نابینایان - بوچیا - دوچرخه‌سواری - سوارکاری - گل‌بال - جودو - پاراقایقرانی - پارا سنگ‌نوردی - پارا‌ سه‌گانه | - پارا وزنه‌برداری - روئینگ - تیراندازی - والیبال نشسته - شنا - تنیس روی میز - تکواندو - بسکتبال با ویلچر - شمشیربازی با ویلچر - راگبی با ویلچر - تنیس با ویلچر |